# Graurheindorfer Straße 90

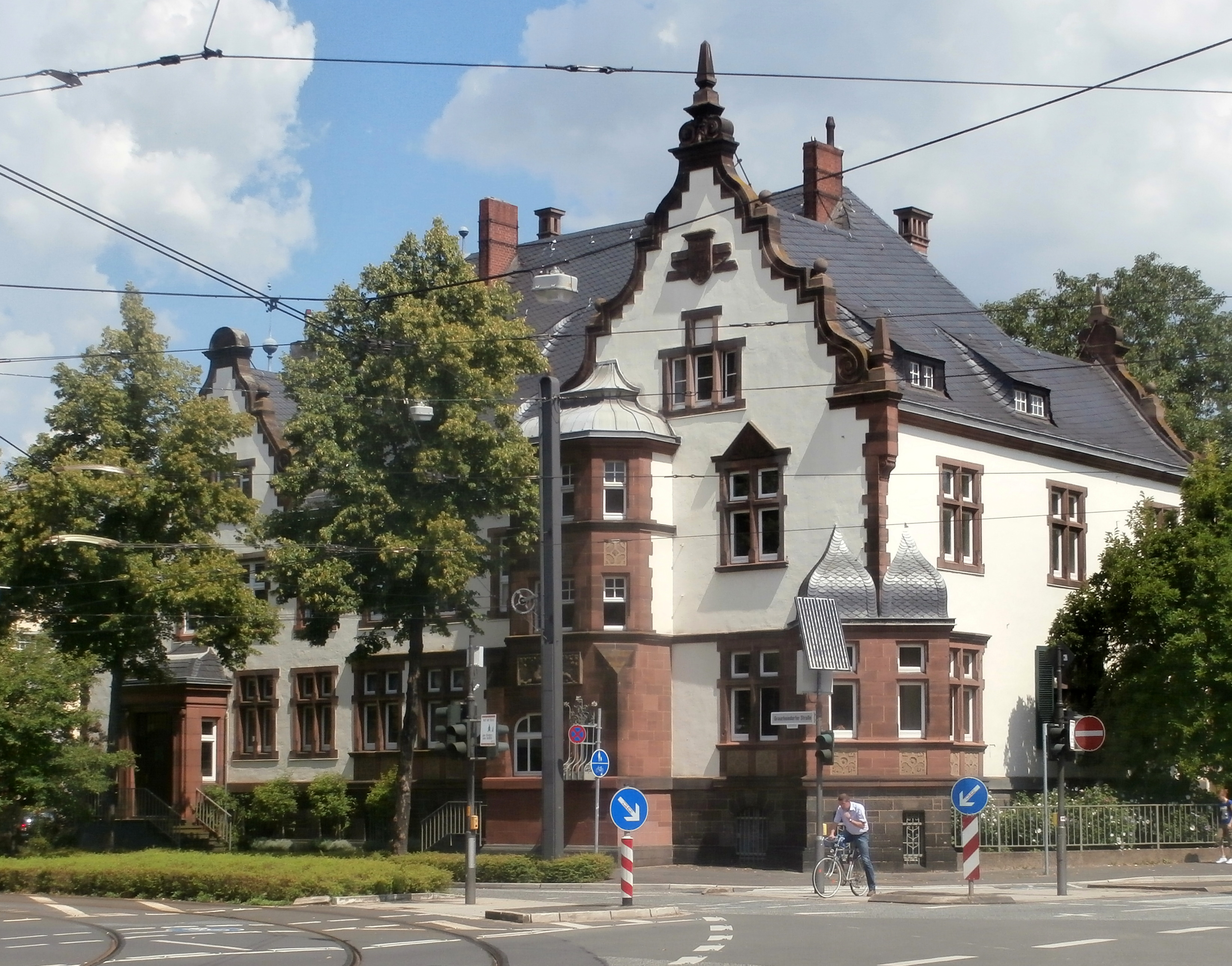
Graurheindorfer Straße 90 (2014)

Das Gebäude Graurheindorfer Straße 90 ist ein Wohnhaus im Bonner Ortsteil Bonn-Castell, das von 1903 bis 1907 als Offizierskasino errichtet wurde. Es liegt an der Ecke Graurheindorfer Straße/Augustusring gegenüber der Pfarrkirche St. Joseph. Das Gebäude steht als Baudenkmal unter Denkmalschutz.

## Geschichte
Das Offizierskasino war Teil der neu zu erbauenden Kaserne des Husarenregiments Nr. 7, die sich an der Graurheindorfer Straße nördlich anschloss. Die Entwurfsausarbeitung nach einer Skizze der Ministerialbauabteilung im Preußischen Kriegsministerium sowie die örtliche Bauleitung lagen in Händen des Bonner Regierungsbaumeisters a. D. Julius Rolffs. Es war dessen erster Auftrag nach seinem Umzug nach Bonn.
Nach der Auflösung der Regimenter am Ende des Deutschen Kaiserreichs (1918) war in dem Gebäude das Offizierskasino der französischen Besatzungstruppen und später ein Teil der örtlichen Polizeischule beheimatet, für die 1927 ein benachbarter Neubau entstand. Ab 1936 diente es der Wehrmacht als Standort-Offizierheim. Nachdem Bonn 1949 Regierungssitz der Bundesrepublik Deutschland wurde, war das Gelände der einstigen Husaren- sowie der benachbarten Düppel-Kaserne ein Standortschwerpunkt für die Ansiedlung von Bundesministerien. Auch das frühere Offizier-Kasino wurde von den dort ansässigen Ministerien zeitweilig als Bürogebäude genutzt. Später beherbergte ein Teil des Hauses Privatunternehmen, während die restlichen Räume Wohnungen aufnahmen. Noch 1999 befand es sich im Besitz des Bundesvermögensamtes.
Von 2004 bis 2008 wurde das Gebäude umfassend saniert und unter Erhalt der einstigen Speiseräume des Offizierskasinos in acht Wohnungen aufgeteilt. Im Keller wird heute eine Kunstgalerie betrieben.

## Architektur
Das Gebäude ist zwei- bis dreigeschossig in Ziegelmauerwerk errichtet und besitzt ein Schieferdach und einen Treppengiebel. Stilistisch lässt es sich der Deutschen Neorenaissance zurechnen. Die Fassade ist teils mit einer Hausteinverblendung verkleidet, teils verputzt (Terranovaputz). Zu den Schmuckformen gehören eine Puttendarstellung sowie im Treppengiebel das Wappen des Husarenregiments. Die ursprüngliche Grundfläche des Neubaus betrug 536 m².
Seit 1908 befindet sich im Garten des Gebäudes der Giebelschmuck des in diesem Jahr abgebrochenen ehemaligen kurfürstlichen Marstalls (erbaut um 1745–47) am heutigen Friedensplatz.

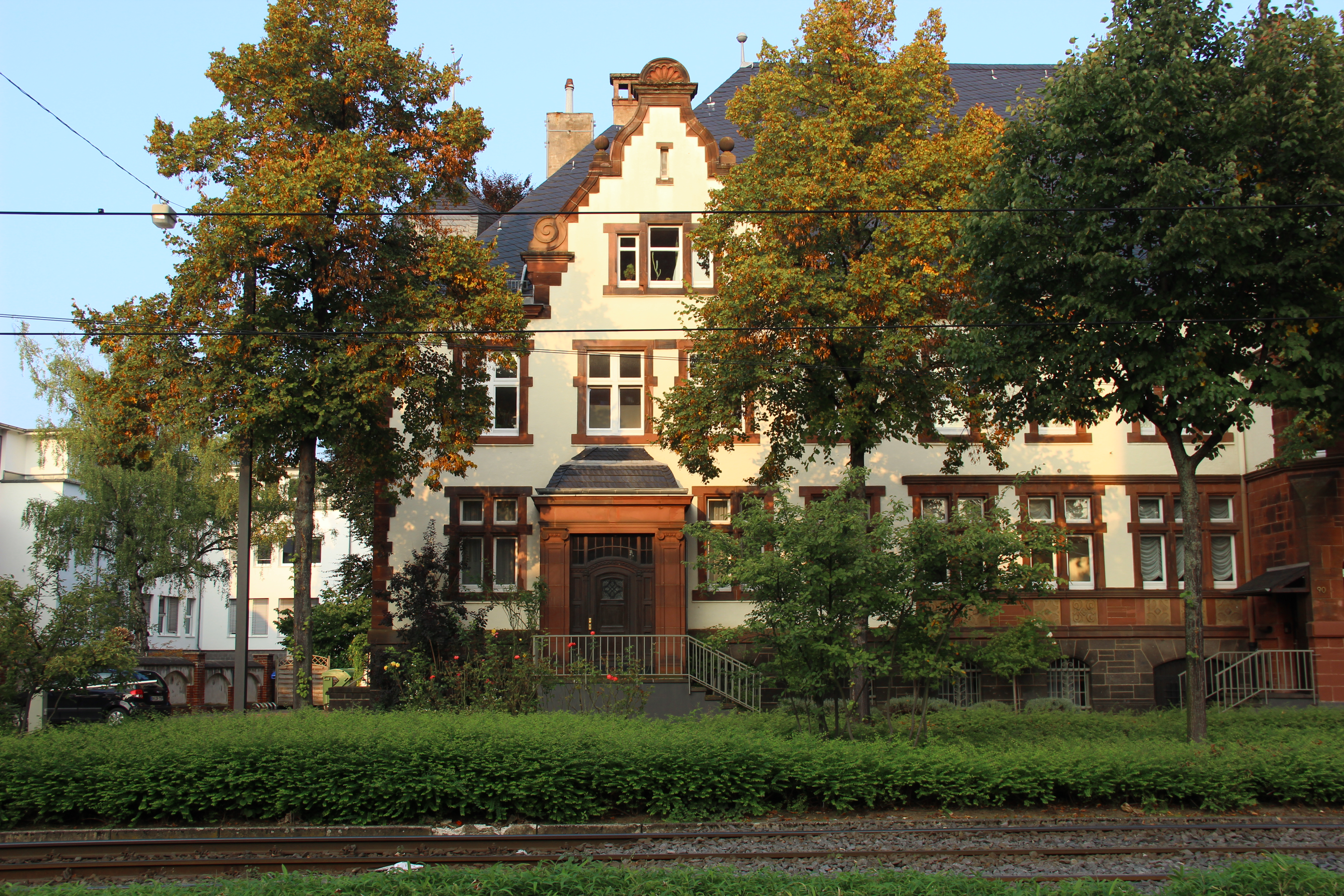
Ansicht zur Graurheindorfer Straße
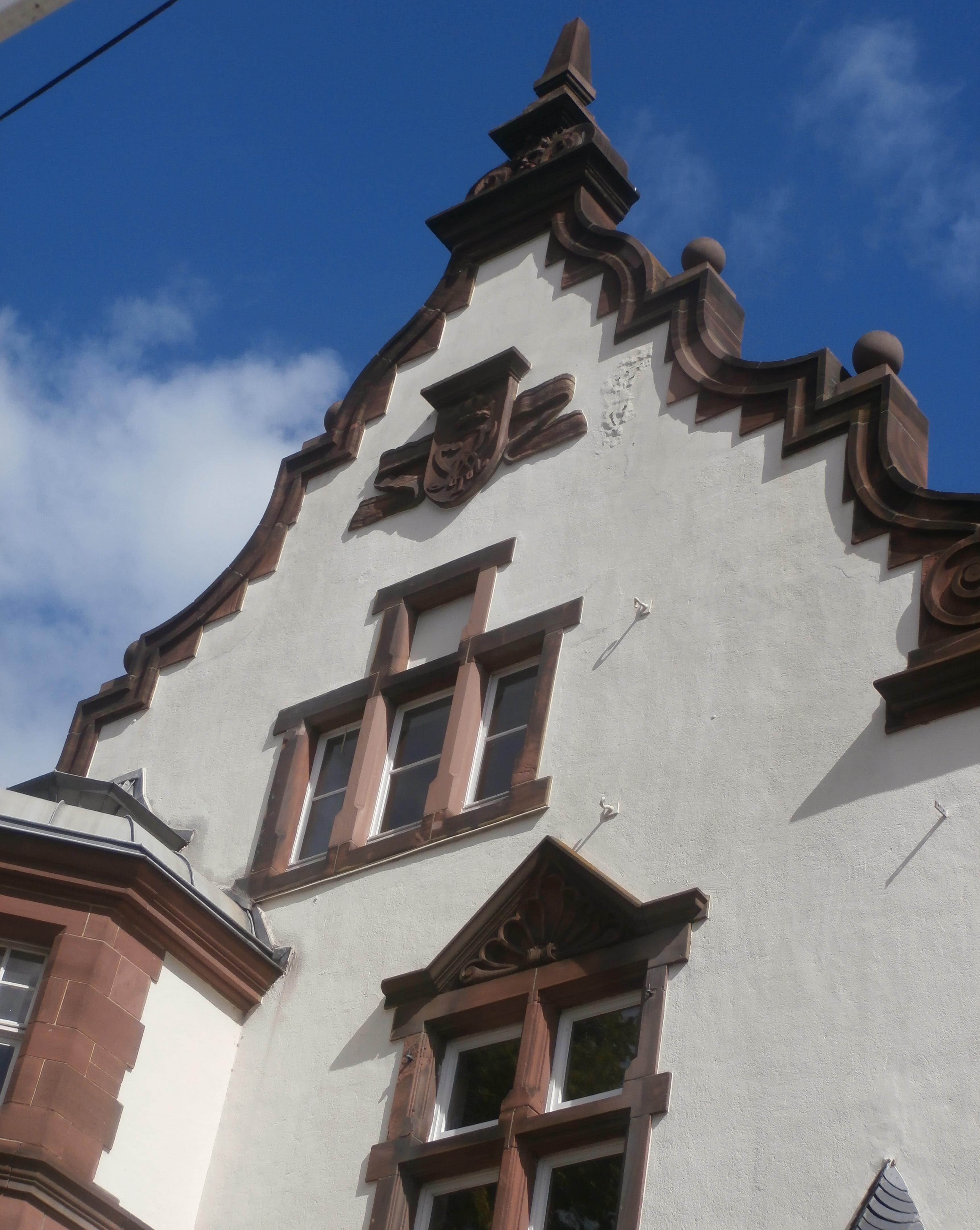
Treppengiebel